# Albanien-Kosovo-motorvägen
Albanien-Kosovo-motorvägen (i Albanien: Rruga e Kombit, nationens väg och Autostrada 1 (një), motorväg 1, i Kosovo: Rruga Dr. Ibrahim Rugova, Dr. Ibrahim Rugovas väg, väg R7) är en fyrfilig motorväg som började byggas 2007 av ett amerikanskt-turkiskt konsortium, Bechtel-ENKA. I Kosovo skyltas vägen även med E851.
Motorvägen börjar i Thumana i Albanien och slutar vid Gjergjica i Kosovo. När den är färdigställd kommer den albanska delen av motorvägen börja i Lezha och sluta i Doljevac nära Niš i Serbien. När den kosovska delen av motorvägen är färdigställd kommer den att länka hamnstäderna Durrës och Shëngjin i Albanien med den paneuropeiska korridoren E75 i Serbien via Pristina.

## Se även

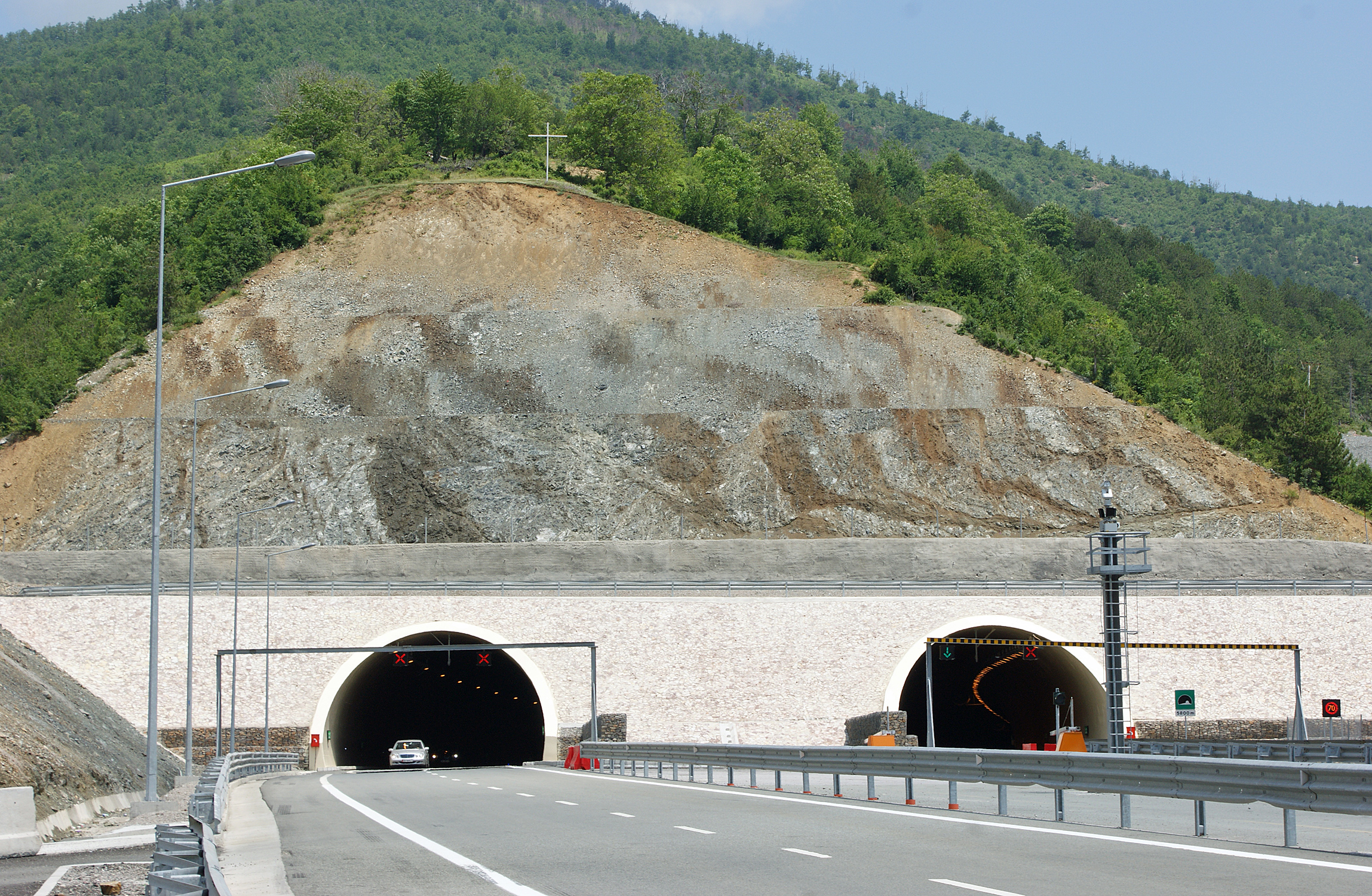
Tunnelöppning vid Thirra